# Temelucha teloloko
Temelucha teloloko is een insect dat behoort tot de orde vliesvleugeligen (Hymenoptera) en de familie van de gewone sluipwespen (Ichneumonidae). De wetenschappelijke naam van de soort werd voor het eerst geldig gepubliceerd door Rousse, Villemant & Seyrig in 2011.